# Leonel Martiniano de Alencar
Leonel Martiniano de Alencar, 1º Barão de Alencar ComC (Rio de Janeiro, 5 de dezembro de 1832 – 26 de março de 1921) foi um nobre, advogado, político e diplomata brasileiro. Representou o Brasil como diplomático em várias ocasiões, principalmente na América do Sul e na Europa. Era filho do governador do Ceará, o senador José Martiniano Pereira de Alencar, e irmão mais novo do famoso romancista José de Alencar. Sua avó, Bárbara de Alencar, foi uma heroína da independência do Brasil e uma rica proprietária de terras em Pernambuco e Ceará. Seu primo em primeiro grau foi o Barão de Exu, Guálter Martiniano de Alencar. Quando escrevia, usava os pseudônimos L.M., León Car e Noel D'Arc.
Condecorado com a Ordem Militar de Cristo, a Ordem de Isabel a Católica, a Ordem da Rosa e a Ordem de Cristo, também foi membro do Instituto Histórico e Geográfico Brasileiro. Devido à sua distinta carreira diplomática, política e jurídica, foi nomeado Barão em 1885. Um diplomata destacado, também foi um habilidoso político, representando o Estado do Amazonas na 14ª Legislatura da Assembleia Nacional de 1869-1872.

## Educação e Primeiros Anos
Leonel Martiniano de Alencar nasceu no Rio de Janeiro, Brasil, em 5 de dezembro de 1832. Foi membro da distinta família Alencar, que possui uma rica história de serviço público e aristocracia. Sua matriarca foi a heroína brasileira Bárbara de Alencar, uma figura prolífica da independência do Brasil. Ela era proprietária de vastas terras no nordeste do Brasil, que foram herdadas pelo pai de Alencar, José Martiniano Pereira de Alencar. Seu pai foi governador do Estado do Ceará, além de ser um político e senador muito destacado.
Alencar cresceu na vasta fazenda de seu pai em Fortaleza, onde foi treinado como soldado na Milícia do Estado do Ceará, como a maioria dos jovens aristocratas do Império Brasileiro. Alencar estudou Direito na Universidade de São Paulo, formando-se em 1853. Em São Paulo, destacou-se como acadêmico e demonstrou grande interesse em assuntos políticos e legais.

### Carreira Jurídica
Ao concluir seus estudos de direito, Alencar iniciou uma carreira jurídica de sucesso. Conhecido por sua eloquência e perspicácia jurídica, rapidamente ganhou reconhecimento nos círculos legais e tornou-se uma figura respeitada na comunidade jurídica brasileira, particularmente nos tribunais locais do Rio de Janeiro, para onde se mudou após terminar seus estudos. Embora tenha trabalhado principalmente como diplomata a partir de 1854, na década de 1890, após a queda da monarquia brasileira, Alencar já se consolidara como um destacado "legalista" no Brasil Imperial. Segundo um de seus colegas, João da Silva Carvalho, "seu compromisso com a justiça e o estado de direito lhe rendeu várias nomeações prestigiosas, incluindo a de juiz do Supremo Tribunal Federal (cargo que ocupou entre 1894 e 1898), onde fez contribuições significativas para o desenvolvimento do sistema legal brasileiro."

## Conquistas Diplomáticas
A carreira diplomática de Alencar começou pouco depois de concluir seus estudos jurídicos. Apesar de inicialmente planejar ingressar na burocracia jurídica do Brasil, foi nomeado adido de primeira classe em uma missão diplomática para Portugal no final de 1854. Passou um ano na corte do rei Pedro V de Portugal, onde participou de negociações comerciais cruciais que suavizaram as tensas relações entre o Rio de Janeiro e Lisboa. Entre 1855 e 1857, Alencar esteve na corte austríaca em Viena.
Em 1857, Alencar retornou ao Brasil, onde se juntou ao séquito pessoal do imperador Dom Pedro II, com quem estabeleceria uma amizade. Nesse mesmo ano, foi nomeado secretário da missão diplomática brasileira na Argentina. Permaneceu na Argentina até 1º de dezembro de 1859.
Em 5 de abril de 1861, o imperador o nomeou secretário da missão brasileira em Washington, D.C., com a esperança de estabelecer relações cordiais com os Estados Unidos. Passou dois anos no posto, deixando-o em 30 de maio de 1863 por ordem do Ministério das Relações Exteriores do Brasil. Em 6 de abril de 1865, Alencar foi enviado à Venezuela, onde atuou em Caracas como encarregado de negócios. Em 9 de março de 1867, foi enviado à Prússia, mais uma vez como secretário da embaixada brasileira no Reino da Prússia. No entanto, em 21 de outubro de 1867, foi subitamente retirado da missão prussiana e convocado de volta ao Brasil. Passou os cinco anos seguintes na corte do imperador Dom Pedro II como amigo próximo, conselheiro e confidente. Entre 1869 e 1872, representou o Estado do Amazonas na Câmara dos Deputados.

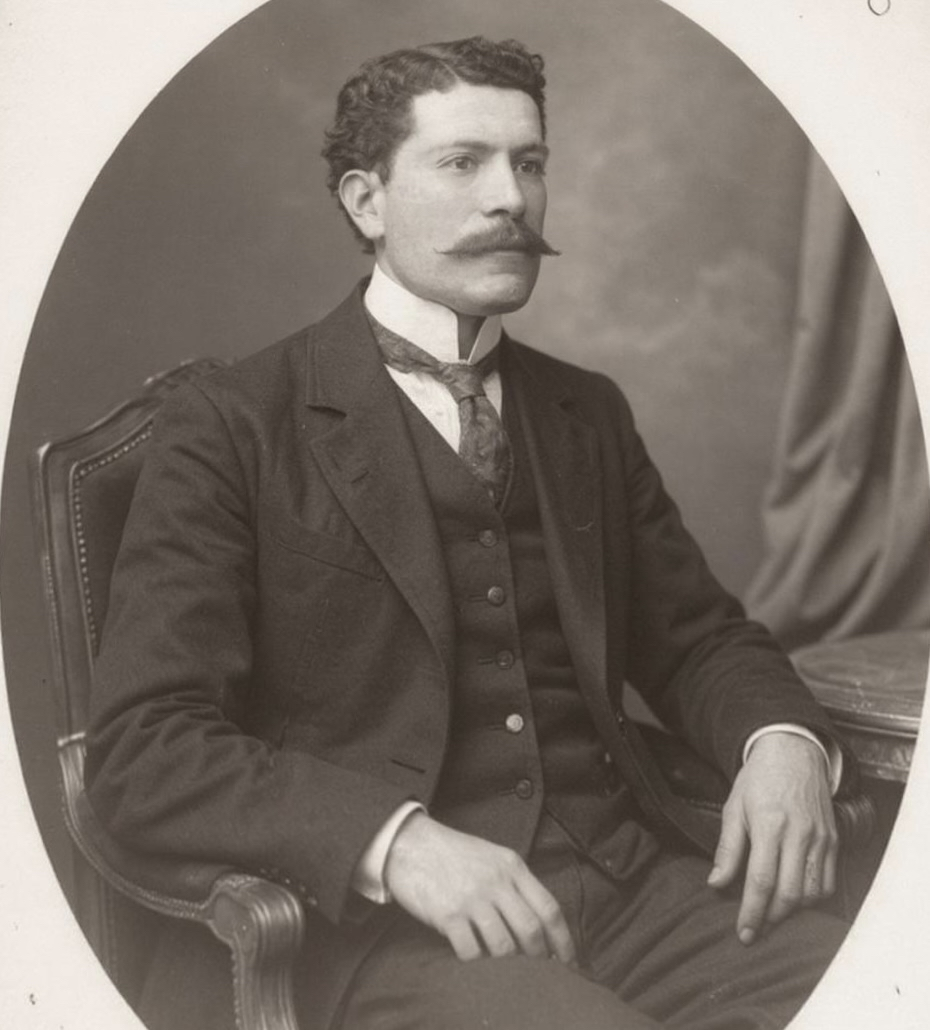
José Abel de Alencar Ayoroa, filho do Barão de Alencar.

Nos anos de 1867 e 1869, ele também teve participação significativa na assinatura e ratificação do Tratado de Fronteiras de 1867 com a Bolívia. Bem recebido por Mariano Melgarejo, Alencar foi incentivado a permanecer definitivamente na Bolívia e a assumir a chefia da legação brasileira em La Paz. No entanto, Alencar retornou ao Brasil em 1869 para concorrer nas eleições legislativas desse ano. Em 11 de março de 1872, foi novamente nomeado encarregado de negócios, desta vez pela segunda vez na Venezuela. Poucos meses depois, em 3 de julho de 1872, retornou à Bolívia como encarregado de negócios. Dois anos mais tarde, em 21 de maio de 1874, foi promovido a Ministro Residente e posteriormente a Ministro Plenipotenciário. Seu mandato terminou oficialmente em 1882, embora Alencar tenha deixado o cargo em 1881. Durante os dez anos em que esteve na Bolívia, manteve um relacionamento com Gregoria Eloísa Ayoroa Deheza, filha de José Matías Ayoroa Valverde e Narcisa de la Deheza. Ela era uma senhora de uma família muito rica e proeminente de La Paz, aparentada com Mariano de Ayoroa. Em 22 de dezembro de 1879, atuando como Ministro Residente de Sua Majestade o Imperador do Brasil, assinou um acordo com a Bolívia regulamentando a execução recíproca de cartas rogatórias, que entrou em vigor em 15 de outubro de 1880.
Em 1881, Alencar representou o Brasil no Congresso de Direito Internacional Privado em Montevidéu, um momento importante no processo de unificação do direito na América Latina. Em 22 de junho de 1881, Alencar atuou em nome do Brasil, junto com o Uruguai, na Questão do Paso Hondo. Dessa data até 25 de março de 1890, foi Enviado Extraordinário e Ministro Plenipotenciário junto às Repúblicas do Uruguai e da Argentina de forma conjunta. Nos anos de 1885 e 1889, foi signatário de dois tratados de fronteira com a Argentina. Seus êxitos diplomáticos consolidaram ainda mais sua reputação como figura-chave na formulação da política externa do Brasil no século XIX. Chegou inclusive a se tornar membro de destaque do conselho do imperador. Em 7 de março de 1891, foi nomeado Enviado Extraordinário e Ministro Plenipotenciário na Espanha, sendo dispensado deste cargo em 2 de março de 1891.
Deputado pelo Estado do Amazonas
Durante o período que passou no Brasil entre 1867 e 1872, Alencar esteve ativo na vida política nacional. Após a morte de Joaquim José Inácio, Visconde de Inhaúma, a cadeira do Estado do Amazonas na Câmara dos Deputados ficou vaga. Após as eleições realizadas em agosto de 1869, Alencar foi eleito para representar o Amazonas na 14ª Legislatura do Brasil. Foi eleito com 81 dos 83 votos possíveis, uma vitória esmagadora. Em 2 de maio de 1870, apesar de ter atuado como deputado interino por quase um ano, Alencar foi oficialmente empossado como substituto de Inhaúma.

### Título Aristocrático
Por decreto imperial de 7 de novembro de 1885, recebeu o título de Barão de Alencar, em reconhecimento por seus serviços à política externa do Brasil. Este título simbolizava não apenas suas realizações pessoais, mas também o reconhecimento do legado duradouro de sua família ao serviço do Império do Brasil.

## Legado
O legado do Barão de Alencar se estende pelos campos da política, do direito e da diplomacia. Sua dedicação ao serviço público, sua habilidade jurídica e suas conquistas diplomáticas deixaram uma marca indelével na história do Brasil. Suas contribuições foram fundamentais para estabelecer as bases legais e diplomáticas do país durante um período crucial de transição e crescimento, especialmente na segurança das fronteiras brasileiras por meio da assinatura de diversos tratados de fronteira com os países vizinhos. Ele também é lembrado como uma figura chave na vida de seu irmão, o poeta e escritor José de Alencar, cuja obra influenciou seus próprios escritos. As obras do Barão, A sonâmbula de Ipojuca, publicada em 1861, e Bella: romance de costumes brasileiros, publicada em 1893, são exemplos de seu talento literário.

## Vida pessoal
Alencar permaneceu solteiro durante grande parte de sua juventude, passando muitos anos no exterior. Entretanto, nas décadas de 1870 e 1880, enquanto estava na Bolívia, ele conheceu Gregoria Eloísa Ayoroa Deheza, filha de José Matias Ayoroa Valverde e Narcisa de la Deheza, com quem teve quatro filhos: 
- José Abel Ayoroa de Alencar Ayoroa; casou-se duas vezes e, através de sua segunda esposa, Tomasa Calderón de la Barca, foi pai de Beatriz de Alencar Calderón de la Barca, esposa do general Hernán Terrazas Céspedes.
- Josefina Carmen de Alencar Ayoroa
- María de los Ángeles de Alencar Ayoroa
- Ana Catalina de Alencar Ayoroa